# Sebendunum
Sebendunum (Σεβένδουνον) war eine antike Stadt der Castelani in der Hispania Tarraconensis (heute Katalonien). Sie ist einzig bei Ptolemäus, geogr. 2, 6, 70 erwähnt, ansonsten ist von ihr nichts bekannt.